# Conseil d'architecture, d'urbanisme et de l'environnement

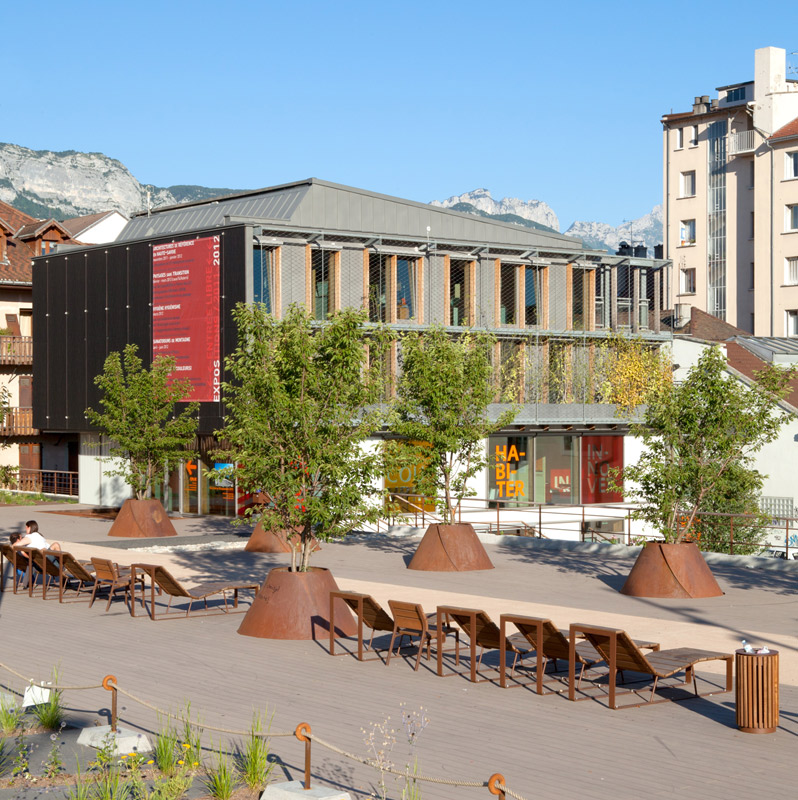
L'Îlot-S, siège du CAUE de Haute-Savoie à Annecy.

Les conseils d’architecture, d’urbanisme et de l’environnement (CAUE) sont des organismes de droit privé français avec le statut d’association loi de 1901 institués par la « loi sur l'architecture du 3 janvier 1977 ». Aujourd’hui présents dans (presque) chaque département, ils assurent des missions de service public pour la promotion et le développement de la qualité architecturale, urbaine et environnementale.
Les CAUE sont au nombre de 93 (en 2016), dont 4 dans les DOM. Ils sont pour certains regroupés en unions régionales, au nombre de dix.

## Missions
Les CAUE ont pour mission de développer l'information, la sensibilité et l'esprit de participation du public dans le domaine de l'architecture, de l'urbanisme et de l'environnement. Ils donnent au public et aux autorités compétentes des avis et des conseils qui ont une valeur consultative.

### Informer
Afin de promouvoir une architecture moderne, un urbanisme à l'échelle de l'homme dans le respect du patrimoine, les CAUE informent sur tous les aspects et les facteurs qui contribuent à la qualité de l’architecture, de l’urbanisme et de l'environnement, sur les démarches et les possibilités d'actions offertes par les différents services administratifs et les professionnels.

### Conseiller
Les CAUE accompagnent et conseillent le maître d’ouvrage public ou privé dans sa relation à la maîtrise d'œuvre, par un apport pédagogique et technique à la passation de la commande. 
Ils fournissent aux personnes qui désirent construire les informations, les orientations et les conseils propres à assurer la qualité architecturale des constructions et leur bonne insertion dans le site environnant, urbain ou rural, sans toutefois se charger de la maîtrise d'œuvre. Leurs interventions sont gratuites.

### Former
Ils contribuent, directement ou indirectement, à la formation et au perfectionnement des maîtres d'ouvrage, des professionnels et des agents des administrations et des collectivités qui interviennent dans le domaine de la construction.
Pour que chaque acteur du projet architectural et urbain puisse avoir sa place et jouer un rôle dans la production du cadre de vie, les CAUE proposent des formations : 
- formation des élus à la connaissance des territoires et de leur mutation,
- formation des professionnels du cadre bâti, par des journées thématiques de réflexion et de travail, l'animation de chantiers pilotes, etc.

### Sensibiliser
Les CAUE participent également à la sensibilisation du public à la qualité architecturale et urbaine, à la préservation de l’environnement en développant la culture et la pédagogie en matière d’architecture et d’urbanisme.

## Organisation
Chaque CAUE est géré par un conseil d'administration qui définit ses objectifs dans le cadre des missions légales. Ce conseil comprend 23 membres : 
- 6 membres élus par le conseil général parmi les élus locaux,
- 4 membres de droit, représentants de l'État : l'architecte des bâtiments de France, le directeur départemental de l'Équipement, le directeur départemental de l'Agriculture, l'inspecteur d'académie, directeur des services départementaux de l'Éducation,
- 6 représentants des personnes qualifiées ou compétentes des professions concernées, nommés par le préfet (représentant des professionnels, du milieu associatif, etc.),
- 6 représentants des collectivités locales, nommés par le conseil général,
- 1 représentant élu du personnel de l'association et siégeant avec voix consultative.

Le président du CAUE est un élu local. 

## Financement

### Avant le1ermars 2012
Les départements établissent, par délibération du conseil général, une taxe départementale destinée au financement des conseils d’architecture, d’urbanisme et de l’environnement (TDCAUE) et calculée sur la même assiette que la taxe locale d'équipement (TLE).
Les ressources des CAUE proviennent : 
- de la taxe d'aménagement,
- éventuellement, de subventions de la région, du département, des communes ou d'autres collectivités publiques,
- des cotisations de leurs adhérents,
- des contributions liées à des conventions et objectifs conclus avec les collectivités ou les partenaires publics ou privés.

La taxe est recouvrée selon les mêmes modalités et sous les mêmes sanctions que la TLE et constitue comme elle, du point de vue fiscal, un élément du prix de revient de l’ensemble immobilier.

### Après le1ermars 2012
La TDCAUE est supprimée à compter du 1er mars 2012, en même temps que la TLE, remplacée, elle, par la taxe d'aménagement, dans le cadre d'une importante réforme de la fiscalité d'urbanisme. La TDCAUE est donc remplacée par la part départementale de la taxe d’aménagement.
La taxe, applicable dans toutes les communes du département, est établie sur la construction, la reconstruction et l’agrandissement des bâtiments de toute nature, y compris sur les réalisations faites à l’intérieur des ZAC (zone d'aménagement concertée) et des programmes d’aménagement d’ensemble (PAE). Elle s’applique aussi, comme la TDENS (taxe départementale des espaces naturels sensibles), aux aménagements divers. Seules sont exonérées les constructions destinées à être affectées à un service public ou d’utilité publique et les reconstructions édifiées à l’identique d’immeubles sinistrés.
Son taux, fixé par le conseil général, ne peut excéder 0,3 % de la valeur de l’ensemble immobilier déterminée comme en matière de taxe d'aménagement en ce qui concerne les constructions. Pour les aménagements divers, son assiette est identique à celle de la TDENS.

## Fonctionnement

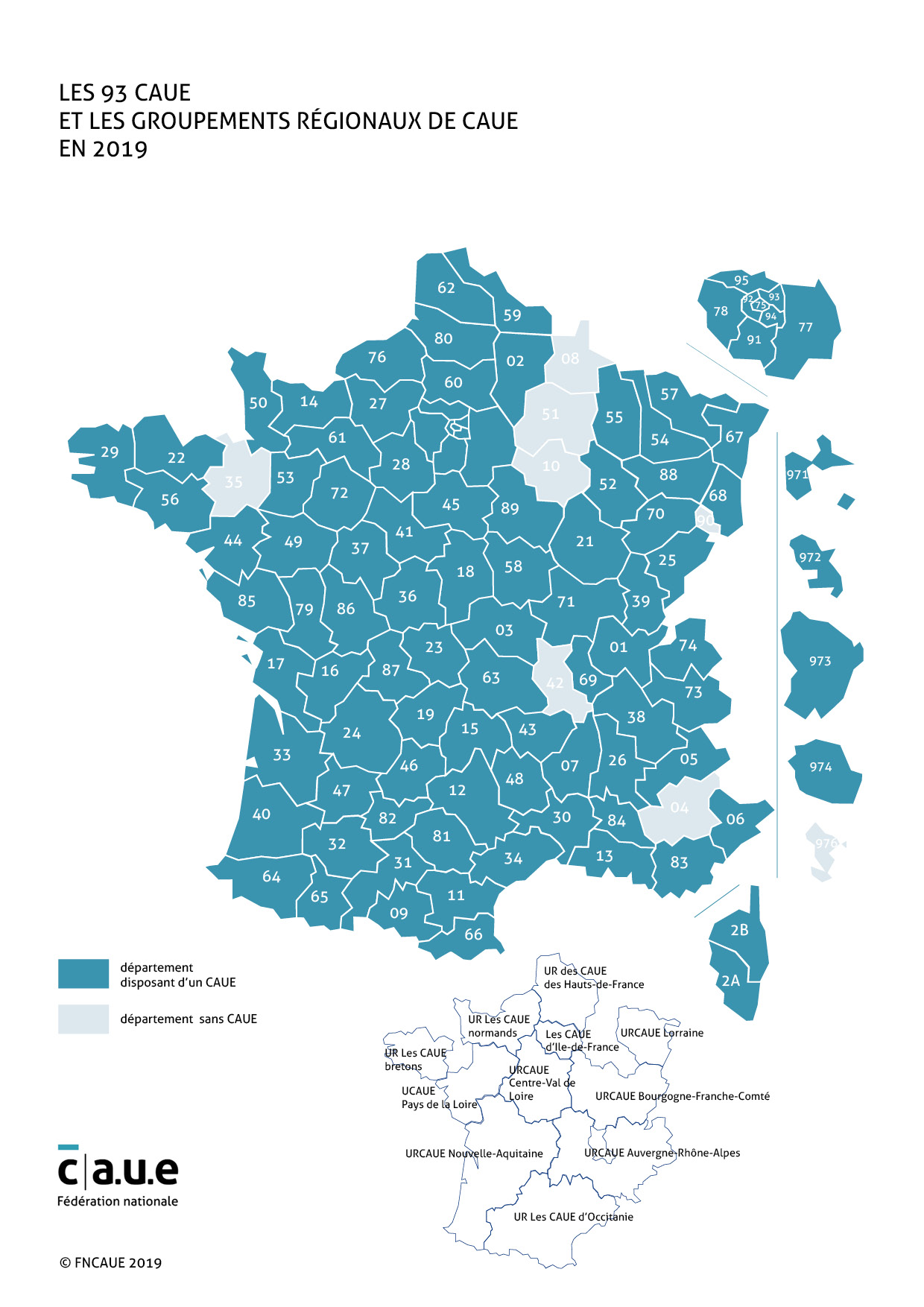
Carte des 93 CAUE et de leurs unions régionales en 2019.

Environ 1 300 professionnels travaillent dans les 93 CAUE au sein d'équipes pluridisciplinaires composées essentiellement d’architectes, d’urbanistes, de paysagistes, de documentalistes, de thermiciens, de sociologues… Les salariés des CAUE dépendent depuis 2007 d'une convention collective nationale spécifique. 
Le 9 mai 1980, une fédération nationale des CAUE a été créée. Association loi de 1901, elle regroupe les CAUE représentés par leur président. Elle est liée par convention avec la direction de l'architecture du ministère de la Culture. Cette convention prévoit notamment de renforcer la collaboration entre les CAUE et les écoles d'architecture.
Des unions régionales de CAUE (URCAUE) se sont aussi constituées. En 2019, dix structures régionales existent, dont quatre sont dotées d'une équipe de permanents dans les régions Nouvelle-Aquitaine, Auvergne-Rhône-Alpes, Île-de-France et Occitanie.